# Óscar Gil Osés
Óscar Gil Osés (Peralta, 14 giugno 1995) è un calciatore spagnolo, centrocampista del Castellón.

## Carriera

### Club
Ha giocato nella seconda divisione spagnola.

### Nazionale
Ha giocato nelle nazionali giovanili spagnole Under-17, Under-18 ed Under-19.

## Palmarès

### Club

#### Competizioni nazionali
- Primera Federación: 1

Castellón: 2023-2024